# Tujci
»Främling« je originalna švedska skladba in single iz leta 1983, ki jo je v originalu prepevala Carola. Glasbo je napisal Lasse Holm, tekst pa Monica Forsberg.
Carola Häggkvist je s to skladbo zastopala Švedsko na izboru za pesem Evrovizije 1983, ki je potekal v Münchnu in zasedla 3. mesto. 

## Marjana Deržaj
»Tujci« je skladba  Marjane Deržaj iz leta 1987, sicer pa je to priredba, slovensko besedilo pa je napisala oziroma nekoliko priredila Marjana Deržaj.
Producenst je bil Jože Kampič. Skladba je bila izdana na album kompilaciji Pesmi od srca pri založbi Helidon na kaseti.

### Produkcija
- Lasse Holm – glasba
- Monica Forsberg – besedilo (švedsko)
- Marjana Deržaj – besedilo (slovensko)
- Jože Privšek – aranžma
- Jože Kampič – producent
- Borivoj Savicki – tonski snemalec

### Studijska izvedba
- Marjana Deržaj – vokal
- Jože Privšek – dirigent
- Plesni orkester RTV Ljubljana – spremljava